# André Laberge
André Laberge (* 23. August 1940 in Beauharnois, Québec) ist ein kanadischer Benediktinermönch, Organist und Cembalist.

## Leben
Laberge studierte an der Universität Montreal und trat 1960 in das Benediktinerkloster Saint-Benoît-du-Lac ein. Dort wirkte er als Organist und wurde 1969 zum Priester ordiniert. Er studierte dann am Konservatorium von Montreal bei Bernard Lagacé (Orgel), Kenneth Gilbert (Cembalo), Gilles Tremblay (Musiktheorie) und Françoise Aubut (Kontrapunkt). Im Sommer 1971 setzte er seine Orgelausbildung an der Musikakademie von Harlem bei Piet Kee und Luigi Ferdinando Tagliavini fort. Er schloss sein Studium 1972 mit Ersten Preisen in den Fächern Orgel, Cembalo und Musiktheorie ab.
1972 und 1973 gab Laberge Orgel- und Cembalokurse für die Canadian Amateur Musicians Society (CAMMAC) am Otter Lake Music Center, zudem unterrichtete er von 1974 bis 1977 und 1980 am Orford Music Center for Youth and Music. Mit Stipendien des Arts Council of Canada studierte er von 1977 bis 1979 Orgel bei Xavier Darasse am Konservatorium Toulouse und Cembalo bei Gustav Leonhardt in Amsterdam.
Seit seiner Rückkehr nach Kanada gibt Laberge neben seinen Aufgaben als Organist, Novizenmeister und Abt des Klosters Saint-Benoît-du-Lac privaten Unterricht und trat als Solist bei der Société Radio-Canada, Télé-Québec und dem Canadian Institute of Music, beim Festival international de Lanaudière und Veranstaltungen von Pro Organo, Les Amis de l’orgue de Québec und Ars Organi. Ab 1975 nahm er mehrere Alben als Cembalist und Organist auf.

## Diskografie

### Orgelwerke
- Fantini – Schmidt – Viviani – Handel – Wuensch, 1975
- Bach – Walther, 1982
- Chant Grégorien mit dem Chor der Mönche von St-Benoît-du-Lac
- Tribute to/Hommage à Joseph Bonnet: Paysage, Canzona et al., 1984
- Les Concertos pour orgue de George Frideric Handel, 1982
- Les Plus beaux chorals de J.S. Bach, 1987

### Cembalowerke
- Le Petit livre d’Anna Magdalena Bach (1725), 1984
- Dagincour – Duphly – Forqueray, 1986
- Böhm, 1988